# Anna-Caren Sätherberg
Anna-Caren Sätherberg (ur. 5 października 1964 w Östersund) – szwedzka polityk, działaczka Szwedzkiej Socjaldemokratycznej Partii Robotniczej, posłanka do Riksdagu, od 2021 do 2022 minister.

## Życiorys
Uzyskała wykształcenie średnie, pracowała w branży hotelarskiej. Członkini Szwedzkiej Socjaldemokratycznej Partii Robotniczej, została radną miejscowości Åre. W 2014 wybrana po raz pierwszy na posłankę do Riksdagu. Z powodzeniem ubiegała się oo reelekcję w wyborach w 2018 i 2022.
W listopadzie 2021 w nowo powołanym rządzie Magdaleny Andersson objęła stanowisko ministra obszarów wiejskich. Urząd ten sprawowała do października 2022.